# 60001 Аделька
60001 Аделька (60001 Adélka) — астероїд головного поясу, відкритий 4 жовтня 1999 року.
Тіссеранів параметр щодо Юпітера — 3,201.